# Danielle Le Feuvre
Danielle Le Feuvre (* 9. November 1978) ist eine für England startende Badmintonspielerin aus Jersey.  

## Karriere
Danielle Le Feuvre startete für Jersey mehrfach erfolgreich bei den Island Games. 1995, 1997 und 1999 war sie dort im Damendoppel erfolgreich, 1999 auch im Dameneinzel. 1996 und 1998 siegte sie bei den Jersey Open.

## Sportliche Erfolge
| Saison | Veranstaltung | Disziplin   | Platz | Name                                |
| ------ | ------------- | ----------- | ----- | ----------------------------------- |
| 1995   | Island Games  | Damendoppel | 1     | Elizabeth Cann / Danielle Le Feuvre |
| 1996   | Jersey Open   | Dameneinzel | 1     | Danielle Le Feuvre                  |
| 1997   | Island Games  | Damendoppel | 1     | Elizabeth Cann / Danielle Le Feuvre |
| 1998   | Jersey Open   | Dameneinzel | 1     | Danielle Le Feuvre                  |
| 1999   | Island Games  | Damendoppel | 1     | Kerry Duffin / Danielle Le Feuvre   |
| 1999   | Island Games  | Dameneinzel | 1     | Danielle Le Feuvre                  |